# Глефа

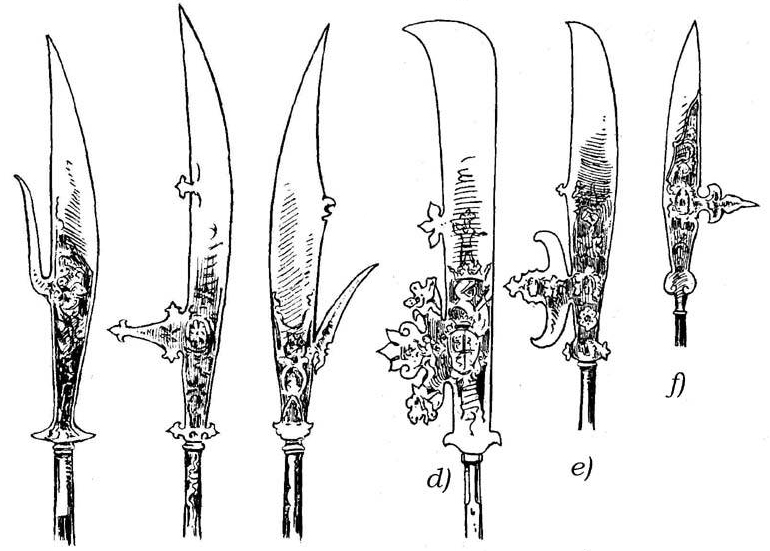
Глефи

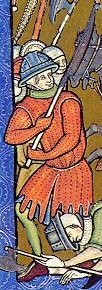
Вояк з глефою в стьобанці та капеліні

Гле́фа (з фр. glaive через нім. Glefe), вона ж гле́ва, гле́вія — вид держакової піхотної холодної зброї ближнього бою.

## Історія слова й його значення
Назва «глефа» походить через німецьку з французької мови. Практично всі дослідники проводять етимологію цього слова до лат. gladius («гладіус») або до кельтського cladivos, що означає «меч». Проте, у всіх ранніх англійських та французьких джерелах glaive стосується списа. Саме в цьому значенні слово фігурує в англійській мові приблизно з XIV до середини XVI століть. Свого нинішнього значення glaive набуває з XV століття. Приблизно в той самий час воно стає поетичним позначенням меча (саме в цьому значенні («меч») найчастіше використовується в сучасній французькій мові). Зрідка щодо глефи уживають іншу назву — «глевія», польського походження (glewia).
Починаючи з 1980-х слово «глефа» придбало ще одне значення та стало позначати метальну зброю, схожу на сюрикен японських ніндзя, лише більшого розміру. Ця вигадана зброя найчастіше наділяється здатністю повертатися до метальника, як бумеранг. У такій якості глефи з'явилися на сторінках фантастичної літератури і в художніх фільмах (наприклад, п'ятипелюсткова глефа з фільму «Крулл»), у комп'ютерних іграх Dark Sector, Torchlight 2, Warframe та Dungeon Siege II.

## Опис
Складається з держака (1,2 — 1,5 метра) та наконечника (40 — 60 сантиметрів, ширина 5 — 7 сантиметрів). Держак зазвичай покривається заклепками або увивається металевою стрічкою для запобігання бути перерубаним. Наконечник — клинок, має вигляд заточеного лише з одного боку широкого фальшіона. Від обуха наконечника відходить паралельний або спрямований під невеликим кутом до клинка шип (так званий «гострий палець»), що служить, по-перше, для захоплення зброї при відбитті удару зверху, а по-друге, для завдання більш ефективних проти закутих у броню супротивників колючих ударів (на відміну від ударів рублячих, вони завдаються наконечником). Однак основне призначення глефи — все ж нанесення саме рублячих ударів. На нижній частині держака також був наконечник (т. зв. «підтік» або «п'ята»), але він зазвичай не заточувався, а просто загострювався — він використовувався як противага для балансування зброї та для добивання поранених.

## Модифікації глефи
Існували різні модифікації глефи — починаючи від однакових двосічних вузьких довгих клинків на обох кінцях держака і до широкого, що нагадує сокиру, наконечника на одному кінці та простої кулястої противаги на іншому. Двоклинкова модифікація глефи (з клинками на обох кінцях держака) зустрічається вкрай рідко. Всього модифікацій глефи близько 100.
Глефи використовувалися як особиста зброя з XIV-го століття, зокрема — як приватне озброєння арбалетників у Бургундії. Добре показала себе як зброя для відбиття атак кінноти. До XVIII століття використовувалася як зброя палацової варти, потім вийшла з ужитку.
Зараз глефи є зброєю лише швейцарських гвардійців, які охороняють Ватикан.
Найближчі аналоги глефи — алебарда, бердиш, совня, сокира, як можливі аналоги наводяться нагіната, гуань-дао, нагамакі, протазан (він же «партазан»). Деякі енциклопедії взагалі відносять глефу до алебарди.

## Глефи в мистецтві
У фільмі «Крулл» (1983) і відеограх Dark Sector (2008) і Warframe (2013) глефою називається метальна зброя, що складається з загнутих лез і використовується подібно до бумеранга.

### Китайські зображення
Глефи (Гуань дао) є постійним атрибутом у зображеннях Гуань Юя, воєначальника епохи Трицарства, ІІІ ст. н. е.